# Fitchburg (Wisconsin)
Fitchburg ist eine Stadt (mit dem Status „City“) im Dane County im US-amerikanischen Bundesstaat Wisconsin. Das U.S. Census Bureau ermittelte bei der Volkszählung 2020 eine Einwohnerzahl von 29.609.
Fitchburg ist Bestandteil der Metropolregion Madison.

## Geografie
Fitchburg liegt im mittleren Süden Wisconsins, im südlichen Vorortbereich von dessen Hauptstadt Madison. Der am Mississippi gelegene Schnittpunkt der drei Bundesstaaten Wisconsin, Iowa und Illinois liegt 140 km westsüdwestlich.
Die geografischen Koordinaten von Fitchburg sind 42°57′39″ nördlicher Breite und 89°28′11″ westlicher Länge. Das Stadtgebiet erstreckt sich über eine Fläche von 91,19 km². 
Das Zentrum des nördlich an das Stadtgebiet von Fitchburg angrenzende Madison ist 9,4 km entfernt. Weitere Nachbarorte sind McFarland (18 km östlich), Stoughton (24 km südöstlich), Oregon (an der südlichen Stadtgrenze), Verona (an der westlichen Stadtgrenze) und Middleton (20 km nordwestlich).
Die nächstgelegenen Großstädte sind Green Bay (233 km nordöstlich), Milwaukee (137 km östlich), Chicago (240 km südöstlich) und Rockford (101 km südsüdöstlich).

## Verkehr
Der vierspurig ausgebaute U.S. Highway 14 verläuft in Nord-Süd-Richtung durch die östlichen Stadtteile von Fitchburg. Durch die nordwestliche Ecke des Stadtgebiets führt der U.S. Highway 151 Alle weiteren Straßen sind untergeordnete Landstraßen, teils unbefestigte Fahrwege sowie innerörtliche Verbindungsstraßen.
Der nächste Flughafen ist der Dane County Regional Airport in Madison (20 km nordnordöstlich).

## Bevölkerung
Nach der Volkszählung im Jahr 2010 lebten in Fitchburg 25.260 Menschen in 9955 Haushalten. Die Bevölkerungsdichte betrug 277 Einwohner pro Quadratkilometer. In den 9955 Haushalten lebten statistisch je 2,45 Personen. 
Ethnisch betrachtet setzte sich die Bevölkerung zusammen aus 72,2 Prozent Weißen, 10,4 Prozent Afroamerikanern, 0,4 Prozent amerikanischen Ureinwohnern, 4,9 Prozent Asiaten sowie 8,8 Prozent aus anderen ethnischen Gruppen; 3,2 Prozent stammten von zwei oder mehr Ethnien ab. Unabhängig von der ethnischen Zugehörigkeit waren 17,2 Prozent der Bevölkerung spanischer oder lateinamerikanischer Abstammung. 
24,5 Prozent der Bevölkerung waren unter 18 Jahre alt, 67,9 Prozent waren zwischen 18 und 64 und 7,6 Prozent waren 65 Jahre oder älter. 48,4 Prozent der Bevölkerung war weiblich.
Das mittlere jährliche Einkommen eines Haushalts lag bei 63.811 USD. Das Pro-Kopf-Einkommen betrug 33.955 USD. 12,4 Prozent der Einwohner lebten unterhalb der Armutsgrenze.

## Wirtschaft
In Fitchburg befindet sich der Sitz des Biotechnikkonzerns Promega.